# Este van már, nyolc óra
Az Este van már, nyolc óra kezdetű magyar népdalt Bartók Béla gyűjtötte a Békés vármegyei Vésztőn 1909-ben. Kánonban is énekelhető, akár négy szólamban is.
Feldolgozás:
| Szerző        | Mire                | Mű                           | Előadás |
| ------------- | ------------------- | ---------------------------- | ------- |
| Ludvig József | ének, gitárakkordok | Kis kacsa fürdik…, 27. oldal |         |

## Kotta és dallam
| 1. Este van már, nyolc óra, ég a világ a boltba', sallárom, sallárom, ég a világ a boltba'. | 2. Ott mérik a pántlikát, piros színű pántlikát, sallárom, sallárom, piros színű pántlikát.        | 3. Jakuts Pisti méreti, az asztalra leteszi, sallárom, sallárom, az asztalra leteszi. |
| 4. Bíró Róza felveszi, a hajába biggyeszti, sallárom, sallárom, a hajába biggyeszti.        | 5. Biggyeszd, Róza, nem bánom, úgyis te léssz a párom, sallárom, sallárom, úgyis te léssz a párom. |                                                                                       |

A sallárium szó latinul fizetés, munkadíj. A pántlika jelentése: szalag.

## Felvételek
- Este van már. Ovitévé  YouTube (2012. szeptember 24.)  (Hozzáférés: 2016. április 17.) (videó)

Paródia:
- Dal a boltok vasárnapi zárvatartásáról (TESCO-dal). YouTube (2015. február 20.)  (Hozzáférés: 2016. április 17.) (videó)